# Lake Katrine
Lake Katrine es un lugar designado por el censo ubicado en el condado de Ulster en el estado estadounidense de Nueva York. En el año 2000 tenía una población de 2,396 habitantes y una densidad poblacional de 418.6 personas por km².

## Geografía
Lake Katrine se encuentra ubicado en las coordenadas 41°59′2″N 73°59′50″O / 41.98389, -73.99722.

## Demografía
Según la Oficina del Censo en 2000 los ingresos medios por hogar en la localidad eran de $38,017, y los ingresos medios por familia eran $46,375. Los hombres tenían unos ingresos medios de $36,184 frente a los $28,214 para las mujeres. La renta per cápita para la localidad era de $18,713. Alrededor del 13.2% de la población estaban por debajo del umbral de pobreza.